# Vacances à la grecque
Pour plus de détails, voir Fiche technique et Distribution.
Vacances à la Grecque ou Ma vie en ruines au Québec (My Life in Ruins) est une comédie américano-espagnole réalisée par Donald Petrie, sortie en 2009.

## Synopsis
Ayant perdu son emploi à l'université d'Athènes, Georgia, une jeune enseignante américaine, est guide touristique à l'agence Pangloss, mais dans la ferme attente de trouver un poste dans une université américaine. Les groupes qu'elle mène sont loin de partager sa passion de l'histoire, et ne semblent intéressés que par les souvenirs, les glaces ou la plage ensoleillée. Démotivée, rabâchant son érudition à des gens qui n'en ont rien à faire, elle décide d'arrêter après le prochain tour.
Lorsque son nouveau groupe arrive, elle est gâtée... Entre la famille en friction, les vieux kleptomanes, l'accro à ses mails de travail, les divorcées en quête d'aventures, sans compter l'inévitable boute-en-train de service, Georgia est certaine d'avoir décroché le gros lot. De plus, la climatisation du car est en panne et son chauffeur est un personnage peu avenant.

## Fiche technique
- Titre original : My Life in Ruins
- Titre français : Vacances à la Grecque
- Titre québécois : Ma vie en ruines
- Réalisation : Donald Petrie
- Scénario : Mike Reiss
- Photographie : José Luis Alcaine
- Musique : David Newman
- Durée : 95 minutes
- Sociétés de production : 26 Films, Kanzaman Productions et Fox Searchlight Pictures
- Sociétés de distribution : Fox Searchlight Pictures (États-Unis) et 20th Century Fox (France)
- Pays :  États-Unis,  Espagne
- Dates de sorties :
  - États-Unis : 5 juin 2009
  - France : 9 septembre 2009

## Distribution
- Nia Vardalos (V.F. : Céline Monsarrat ; V.Q. : Marika Lhoumeau) : Georgia
- Richard Dreyfuss (V.Q. : Hubert Gagnon) : Irv
- Aléxis Georgoúlis (V.Q. : Yves Soutière) : Poupi Kakas
- Alistair McGowan (V.Q. : Nicolas Charbonneaux-Collombet) : Nico
- Harland Williams (V.Q. : François Trudel) : Al
- Rachel Dratch (V.Q. : Hélène Mondoux) : Kim
- Caroline Goodall (V.Q. : Natalie Hamel-Roy) : Dr Tullen
- Ian Ogilvy (V.Q. : Jean-François Blanchard) : Mr. Tullen
- Sophie Stuckey : Caitlin
- María Botto (V.Q. : Sophie Stanké) : Lala
- María Adánez (V.Q. : Nathalie Coupal) : Lena
- Brian Palermo (V.Q. : Antoine Durand) : Marc
- Jareb Dauplaise (en) (V.Q. : Nicholas Savard L'Herbier) : Gator
- Simon Gleeson (V.Q. : Frédéric Desager) : Ken
- Natalie O'Donnell (V.Q. : Michèle Lituac) : Sue
- Sheila Bernette (V.Q. : Arlette Sanders) : Dorcas
- Ralph Nossek : Barnaby
- Bernice Stegers (V.Q. : Élizabeth Chouvalidzé) : Maria
- Rita Wilson : Elinor
- Ian Gomez : Réceptionniste de l'hôtel
- Takis Papamattheou : Gérant de la boutique de souvenirs
- Serenella Magriny : Svetlana
- Marta Schwizer : Olga
- Maria Ripalda : Lenka
- Nacho Pérez (it) : Doudi
- José Sacristán : Gérant de la bijouterie
- Denise Moreno : Kathy

Sources et légende : Version française (V.F.) sur Quifaitlavoix Version québécoise (V.Q.) sur Doublage Québec.